# Zanabazar
Zanabazar (podle stejnojmenného zakladatele tibetského buddhismu Dzanabadzara) byl rod drobného masožravého dinosaura (teropoda) z čeledi Troodontidae, který žil asi před 70 miliony let na území dnešního Mongolska.

## Objev a popis
Fosilie tohoto svrchnokřídového dinosaura byly objeveny v proslulém souvrství Nemegt a již v roce 1974 popsány Rinčegínem Barsboldem jako Saurornithoides junior. V roce 2009 však paleontolog Mark Norell tento druh překlasifikoval jako samostatný rod a určil pro něj název Zanabazar. Tento troodontid je relativně velkým příslušníkem své čeledi a s výjimkou troodona je větší než všichni ostatní zástupci (lebka měří na délku 272 mm). Podle Gregoryho Paula měřil tento dinosaurus na délku asi 2,3 metru a vážil zhruba 25 kilogramů. Paleontolog Thomas Holtz odhaduje jeho délku přibližně na rovné 2 metry.